# Holmium
Holmium is een scheikundig element met symbool Ho en atoomnummer 67. Het is een zilverwit lanthanoïde.

## Ontdekking
Holmium is in 1878 ontdekt door Marc Delafontaine en Jacques Louis Soret toen zij bij spectrometisch onderzoek onbekende absorptiebanden aantroffen. Het toen nog onbekende element noemden zij Element X. In datzelfde jaar ontdekte Per Teodor Cleve onafhankelijk van Delafontaine en Soret het element tijdens het onderzoeken van erbiumoxide.
Holmium is genoemd naar Stockholm, in het Latijn  Holmia. Stockholm was de woonplaats van Cleve.

## Toepassingen
Holmium beschikt over bijzondere magnetische eigenschappen en wordt industrieel voornamelijk gebruikt als magnetische flux-concentrator. Andere toepassingen zijn:
- Als neutronenvanger in nucleaire installaties.
- In de glasindustrie wordt holmium gebruikt als gele kleurstof.
- Het zeer hoge magnetische moment maakt holmium zeer geschikt voor toepassing in YAG-lasers.

Daarnaast wordt holmium regelmatig gebruikt in allerlei legeringen.
In de geneeskunde wordt holmium gebruikt bij de behandeling van kwaadaardige uitzaaiingen in de lever, door middel van radio-embolisatie, en bij de behandeling van een (goedaardig) vergrote prostaat, door middel van een HoLEP-procedure (HoLEP = holmiumlaserenucleatie van de prostaat), waarbij prostaatweefsel langs de urinebuis wordt weggenomen.

## Opmerkelijke eigenschappen
Van alle in de natuur voorkomende elementen heeft holmium het grootste magnetisch moment (10,6 µB) en toont daarnaast andere opmerkelijke magnetische eigenschappen. Gecombineerd met yttrium vormt het zeer magnetisch materiaal.
Holmium is een vrij zacht en buigzaam metaal met een heldere metallieke glans dat bij standaardtemperatuur en druk niet wordt aangetast in de lucht. Bij hogere temperaturen reageert het echter snel tot een geelkleurig oxide.

## Verschijning
Als vrij element wordt holmium op aarde in de natuur niet aangetroffen. Net als de meeste lanthanoïden komt het onder andere voor in de mineralen monaziet (ongeveer 0,05%) en gadoliniet. Met behulp van ionenwisselaars kan holmium hieruit worden geïsoleerd. De concentratie holmium in de aardkorst wordt geschat op 1,3 mg/kg.

## Isotopen
| Stabielste isotopen | Stabielste isotopen | Stabielste isotopen      | Stabielste isotopen      | Stabielste isotopen      | Stabielste isotopen      |
| Iso                 | RA (%)              | Halveringstijd           | VV                       | VE (MeV)                 | VP                       |
| ------------------- | ------------------- | ------------------------ | ------------------------ | ------------------------ | ------------------------ |
| 163Ho               | syn                 | 4570 j                   | EV                       | 1,785                    | 163Dy                    |
| 165Ho               | 100                 | stabiel met 98 neutronen | stabiel met 98 neutronen | stabiel met 98 neutronen | stabiel met 98 neutronen |

Holmium-165 is het enige stabiele holmiumisotoop. Er zijn 23 radioactieve holmiumisotopen bekend, waarvan holmium-163 met een halveringstijd van 4570 jaar het stabielst is. De overige radio-isotopen hebben halveringstijden van minder dan 27 uur.

## Toxicologie en veiligheid
Over de eventueel schadelijke gevolgen van holmium is nog weinig bekend. Het is te verwachten dat het vergelijkbaar is met andere lanthanoïden.